# Aristolochia bilobata
Aristolochia bilobata är en piprankeväxtart som beskrevs av Carl von Linné. Aristolochia bilobata ingår i släktet piprankor, och familjen piprankeväxter. Inga underarter finns listade i Catalogue of Life.